# Zingiber porphyrochilum
Zingiber porphyrochilum là một loài thực vật có hoa trong họ Gừng. Loài này được Yun Hong Tan và Hong Bo Ding miêu tả khoa học đầu tiên năm 2020.

## Mẫu định danh
Mẫu định danh: T.H.Tan, B. Yang, H.B.Ding & X.D.Zeng Y0143; thu thập ngày 17 tháng 8 năm 2018, lâm trường Ngọc Bạch Đính (玉白顶, Yubaiding), huyện tự trị Tân Bình, địa cấp thị Ngọc Khê, Vân Nam, cao độ khoảng 1.459 m, tọa độ 24°9′13,79″B 102°7′35,21″Đ / 24,15°B 102,11667°Đ. Mẫu holotype được lưu giữ tại Vườn Thực vật Nhiệt đới Tây Song Bản Nạp (HITBC).

## Từ nguyên
Tính từ định danh porphyrochilum lấy theo màu cánh môi của loài này.

## Phân bố
Loài này có tại tây nam Trung Quốc (miền trung tỉnh Vân Nam). Môi trường sống là đất trên sa thạch, tại những khu vực ẩm ướt, bóng râm vừa phải trong các rừng lá rộng bán thường xanh, ở cao độ khoảng 1.500 m.

## Phân loại
Z. porphyrochilum được xếp trong tổ Cryptanthium.

## Mô tả
Cây thảo thân rễ lâu năm, cao 1,5–2 m, mọc thành cụm, tới 10 chồi lá mỗi cụm; thân rễ dai, thuôn dài và bò lan, đường kính 0,7-2,2 cm, vỏ màu vàng ánh nâu (khi tươi) tới sậm màu (khi khô), ruột màu vàng nhạt (khi tươi) tới nâu nhạt (khi khô). Chồi lá tới 22 lá khi ra hoa, 4 bẹ không phiến lá tại gốc; bẹ không phiến lá màu xanh lục sẫm hoặc xanh lục-tía sẫm, các bẹ phía dưới màu nâu đỏ hay đỏ, mặt ngoài nhẵn nhụi, mặt trong nhẵn nhụi; các bẹ lá màu xanh lục, trở thành nhẵn nhụi tại đáy, có lông tơ về phía cuống lá. Lưỡi bẹ 2 thùy, các thùy không đều, dài 3–11 mm, có lông tơ, đỉnh tù. Cuống lá dài 3–5 mm, tiêu giảm thành gối màu xanh lục sáng và có lông tơ. Phiến lá hình elip-thuôn dài, 26-36 × 3-7,5 cm, mặt gần trục màu xanh lục sẫm, nhẵn nhụi, mặt xa trục màu xanh lục nhạt và có lông tơ áp ép, đáy tù hoặc thuôn tròn, thon nhỏ dần ở các lá phía trên, đỉnh thon nhỏ dần. Cụm hoa 2-8 mỗi cây, mọc từ thân rễ gần gốc, 2-4 hoa nở cùng một lúc. Cuống cụm hoa phủ phục, dài 3–17 cm, các lá bắc bao hình trứng tới thuôn dài, dài 2,3–5 cm (dài dần từ đáy tới đỉnh), cuốn trong, rộng 0,9-1,4 cm khi ép dẹt, màu trắng kem hay đỏ sẫm, mặt ngoài thưa lông tơ. Cành hoa bông thóc 4,5-7 × 2,5–4 cm, hình thoi tới hình trứng, gồm 8-35 lá bắc hoa xếp lợp, mỗi lá bắc đỡ 1 hoa (1-5 lá bắc phía dưới thường vô sinh); lá bắc vô sinh hình elip, 4,5-5,4 × 1,7-2,2 cm, màu đỏ sẫm, màu ánh đỏ-trắng về phía đáy, có lông tơ, đỉnh tù hoặc thuôn tròn; lá bắc sinh sản thuôn dài hoặc hình mác, 3,9-4,5 × 0,7-1,2 cm, màu đỏ sẫm, vàng nhạt về phía đáy, mặt ngoài rậm lông dần về phía đáy, mặt trong nhẵn nhụi, đỉnh thon nhỏ dần. Lá bắc con thuôn dài hẹp, dài 3,4-3,5 cm, cuốn trong, rộng 0,8-1,2 cm khi ép dẹt, màu từ đỏ sẫm tới vàng nhạt, mặt ngoài thưa lông tơ, rậm hơn về phía đáy, mặt trong nhẵn nhụi, đỉnh nhọn có lông. Hoa dài 9,2–10 cm, thò nhiều ra ngoài lá bắc; đài hoa hình ống, dài 1,3-1,6 cm, đường kính ~4 mm ở đáy, hơi phồng ở giữa, đường kính ~5 mm, dạng màng, màu trắng kem nửa trong mờ, nhẵn nhụi, vết chẻ một bên dài tới 5 mm, đỉnh cắt cụt; ống tràng dài 5,4–6 cm, hơi cong, dần nở rộng về phía đỉnh, màu trắng kem và nhẵn nhụi tại đáy, màu vàng ánh nâu và thưa lông tơ mịn về phía đỉnh; thùy tràng lưng hình trứng hẹp, 3,1-3,4 × 1-1,3 cm, màu vàng ánh nâu với các gân nửa trong mờ, nhẵn nhụi, đỉnh có mấu nhọn; các thùy tràng bên thuôn dài hẹp, 2,5-3 × 0,6-0,7 cm, màu vàng ánh nâu với các gân nửa trong mờ, nhẵn nhụi, đỉnh có mấu nhọn; cánh môi hình gần tròn tới trứng ngược, 3,1-3,3 × 1,9-2,2 cm (rộng 3,5-3,8 cm khi gộp cả các nhị lép bên), màu vàng ánh nâu tại đáy, màu đỏ tươi tới ánh tía sẫm về phía đỉnh và mép, với các sọc màu tía sáng ở tâm, nhẵn nhụi, mép hơi cong xuống và gợn sóng, đỉnh thuôn tròn; các nhị lép bên 1,8-2,2 × 0,8–1 cm, hình trứng ngược, màu vàng ánh nâu tại đáy, màu đỏ tươi tới ánh tía sẫm về phía đỉnh, hợp sinh với cánh môi trong khoảng 1/2-1/3 từ đáy, nhẵn nhụi, đỉnh thuôn tròn. Nhị dài 2,5–3 cm, mào bao phấn kéo thẳng; chỉ nhị dài ~2 mm, bao phấn dài ~1,2 cm (trừ mào), rộng ~4 mm, mô liên kết màu vàng ánh nâu, nhẵn nhụi; mô vỏ bao phấn dài ~1,2 cm, nứt dọc theo toàn bộ chiều dài, phấn hoa màu vàng sáng; mào bao phấn hình mỏ, dài 1,5-1,6 cm khi kéo thẳng, màu vàng ánh nâu ở đáy, màu đỏ ánh tía về phía đỉnh. Vòi nhụy hình chỉ, màu trắng, nhẵn nhụi; đầu nhụy trải rộng tới chóp mào bao phấn, hình phễu, hơi mập hơn vòi nhụy, màu trắng, lỗ nhỏ có lông rung. Bầu nhụy hình trụ, hơi phồng ở giữa, 3 ngăn, 7-8 × 2,5–3 mm, màu vàng ánh nâu, rậm lông nhung áp ép; tuyến trên bầu 2, hình nón hẹp, dài 5-5,5 mm, đường kính 0,5 mm ở đáy, màu vàng ánh nâu. Không thấy quả. Nở hoa tháng 7-8.
Z. porphyrochilum tương tự như Z. densissimum ở hình dạng lưỡi bẹ 2 thùy hình dạng hoa, nhưng khác ở chỗ có các thân giả mọc thành cụm và dài hơn (cao 1,5–2,5 m so với đơn độc, cao 0,4–0,7 m), các lưỡi bẹ dài hơn (dài 3–11 mm so với dài khoảng 3 mm), các thùy tràng hoa màu vàng ánh nâu (so với màu trắng thuần), cánh môi và các nhị lép bên màu vàng ánh nâu ở đáy, và màu đỏ tươi trong suốt đến ánh tía sẫm về phía đỉnh và mép (so với màu trắng thuần).